# Kristian Ystaas
Kristian Ystaas, född 18 februari 1982 i Voss, är en norsk fotbollsspelare. Han är en forward och spelar för Sola FK. 
Ystaas hade problem att uppnå en fast plats i laget, och under 2005 var han utlånad till sin gamla klubb Sogndal IL i Adeccoligaen där han inte nådde förväntningarna. Hans kontrakt löpte ut när säsongen 2006 var över, han stannade inte i klubben.

## Utmärkelser
- Norska cupen: 2004